# Eksterklauwier
De eksterklauwier (Lanius melanoleucus synoniem: Urolestes melanoleucus, Corvinella melanoleuca) is een zangvogel uit de familie klauwieren (Laniidae).

## Kenmerken
De vogel is 34,5 tot 50 cm lang, inclusief de staart. Het vrouwtje is 21,5 tot 34 cm lang, het mannetje 22,5 tot 35 (zonder staart) Het is een grote, zwart-witte klauwier met een lange staart die trapvormig afloopt. Het mannetje van de nominaat is vanboven glanzend zwart, met een lichgrijze stuit en witte bovenste vleugeldekveren; hierdoor ontstaat een bijna witte V-vormige vlek tijdens het vliegen. Op de slagpennen zitten witte vlekken aan het eind. De staart is helemaal zwart en ook de kop en de borst zijn zwart, met een bruinachtige glans. De rest van het lijf is ook zwart, zonder glans. De ondersoorten verschillen onderling vooral qua grootte. L. m. aequatorialis is kleiner en heeft een kortere staart.

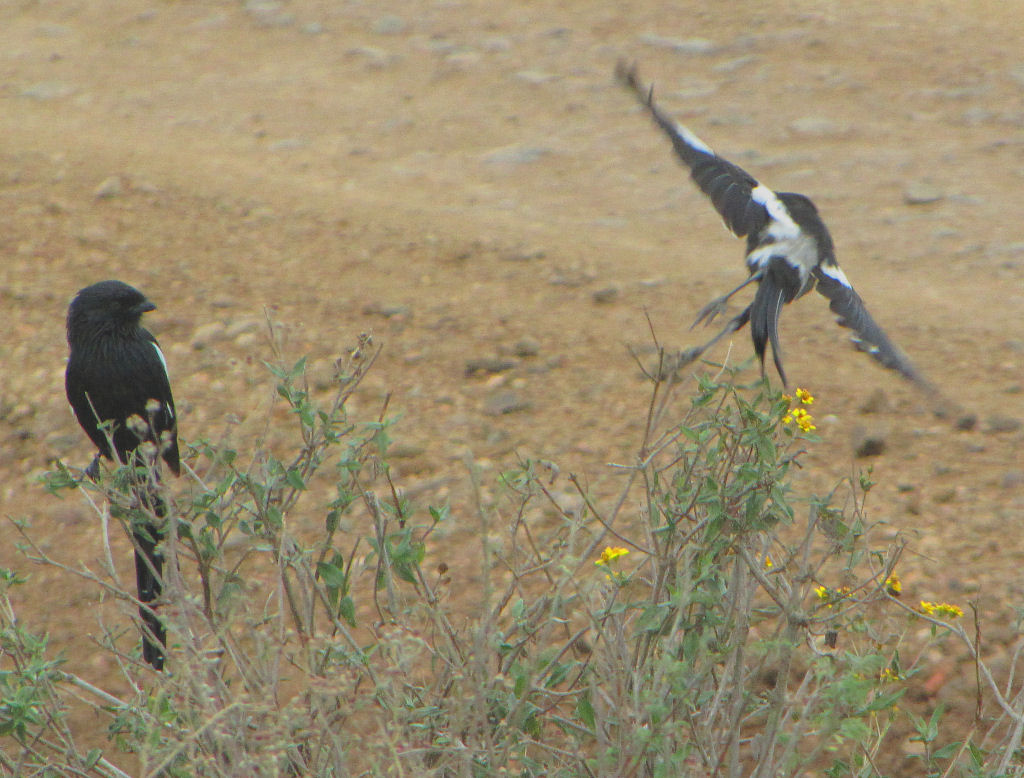
Twee eksterklauwieren in het Serengeti National Park, Tanzania.

## Verspreiding en leefgebied
Er zijn drie ondersoorten:
- L. m. aequatorialis (Zuidwest-Kenia en Tanzania)
- L. m. expressus (Zuidoost-Zimbabwe tot Zuid-Mozambique, Swaziland en oostelijk Zuid-Afrika)
- L. m. melanoleucus (Zuid-Angola en Noordoost-Namibië tot Zuid-Zambia, Midden-Zimbabwe, Noord-Mozambique en het noorden van Zuid-Afrika)

Het leefgebied bestaat uit half open landschappen zowel droge savanne begroeid met acacia's als riviergeleidend bos en in Zuid-Afrika ook wel in stadsparken en buitenwijken.

## Status
De eksterklauwier heeft een groot verspreidingsgebied en daardoor is de kans op de status  kwetsbaar (voor uitsterven) gering. De grootte van de populatie is niet gekwantificeerd. Plaatselijk is de vogel nog algemeen, maar niet overal. Mogelijk gaan de aantallen achteruit. Echter, het tempo ligt onder de 30% in tien jaar (minder dan 3,5% per jaar). Om deze redenen staat de eksterklauwier als niet bedreigd op de Rode Lijst van de IUCN.